# Копіївська сільська рада (Тульчинський район)
| Копіївська сільська рада — колишній орган місцевого самоврядування у Тульчинському районі Вінницької області з адміністративним центром у с. Копіївка. Сільській раді були підпорядковані населені пункти: - с. Копіївка - с-ще Гуральня - с-ще Щурі |

## Склад ради
Рада складалася з 16 депутатів та голови.

## Керівний склад сільської ради
| ПІБ                   | Основні відомості                                                                  | Дата обрання | Дата звільнення |
| --------------------- | ---------------------------------------------------------------------------------- | ------------ | --------------- |
| Чорна Олена Дмитрівна | Сільський голова, 1958 року народження, освіта, член Соціалістичної партії України | 26.03.2006   | 31.10.2010      |
| Чорна Олена Дмитрівна | Сільський голова, 1958 року народження, освіта вища, позапартійна                  | 31.10.2010   |                 |

Примітка: таблиця складена за даними джерела